# 焦瑪大廈火災
焦玛大厦火灾（葡萄牙語：Incêndio no Edifício Joelma），或譯焦馬大樓火災，是1974年2月1日巴西聖保羅市中心一幢25層的高樓火災。火災死亡人數估計約179人，300餘人受傷，是消防史上死傷最慘重的高樓火災。:129該次火災中，電梯疏散和消防體制的缺陷常成為高樓火災的討論案例。
該日上午8時50分許，第12層北側辦公室外牆的窗式空調因短路起火。火勢分兩路延燒，其中一路徑透過12層窗口進入室內，再水平蔓延入大廈的中央走廊，至敞開的樓梯向上擴散；另一路徑則由外牆往上至第14層窗戶，向14層室內及再往上蔓延上去。鄰近大樓的人目睹了火光，於9時3分向消防隊發出第一通報案電話，當局立刻派遣登高消防車與水泵消防车前往救援。
在焦玛大厦火災發生的兩年前，聖保羅市安德魯斯大樓發生高樓火災，大量人員經樓頂由直升機救走。而焦玛大厦失火後，有大量人員前往屋頂避難，但這次直升機無法在濃煙蒸騰的上空停留，後來約90人死於屋頂，約40人跳樓身亡。而有300餘人在火災初期透過四部電梯向下疏散，占了生還者的71%。該次火災被視為高樓火災能否運用電梯疏散議題的正面案例。

## 外部連結
- 巴西消防網站，焦瑪大廈火災